# Carpentier
Carpentier är en svensk svartvit stumfilm från 1921. Den är inspelad 22 februari på Cirkus på Djurgården i Stockholm och visar boxningsgalan som ägde rum där samma kväll.

### Fotnoter
1. ↑  ”Carpentier”. Svensk Filmdatabas. http://sfi.se/sv/svensk-filmdatabas/Item/?itemid=3509&type=MOVIE&iv=Basic&ref=/templates/SwedishFilmSearchResult.aspx?id%3d1225%26epslanguage%3dsv%26searchword%3dcarpentier%26type%3dMovieTitle%26match%3dBegin%26page%3d1%26prom%3dFalse. Läst 25 april 2013.